# Anexarea Hanatului Crimeii de către Imperiul Rus
Hanatul Crimeii a fost anexat de Imperiul Rus la 8/19 aprilie 1783. Perioada de dinaintea anexării a fost marcată de interferența Imperiului Rus în afacerile Crimeii, o serie de revolte ale tătarilor din Crimeea și ambivalența Imperiului Otoman. Anexarea a determinat începerea unei perioade de 134 de ani de guvernare de către Imperiul Rus, care s-a încheiat cu Revoluția din 1917. Anexarea a dus la sfârșitul comerțului cu sclavi din Crimeea, care a fost unul dintre cele mai importante forme de comerț cu sclavi din Europa timp de secole.
După Războiul Civil Rus, bolșevismul a fost instaurat în Crimeea în 1921, când peninsula a devenit parte din Republica Socialistă Federativă Sovietică Rusă și din Uniunea Republicilor Sovietice Socialiste un an mai târziu. În 1954, a fost transferată către RSS Ucraineană, devenită în 1991 stat independent după colapsul Uniunii Sovietice, sub numele de Ucraina. 
În martie 2014, Federația Rusă a anexat Peninsula Crimeea, iar în septembrie 2022 și teritoriile continentale ale fostului Hanat, regiunile Donețk, Herson, Lugansk și Zaporojia. Totuși, aceste anexări nu sunt recunoscute la nivel internațional.

## Preludiu

### Crimeea independentă (1774–1776)
Înainte ca Rusia să învingă Imperiul Otoman în Războiul ruso-turc din 1768–1774, Hanatul, populat în mare parte de tătari, fusese parte a Imperiului Otoman. Prin Tratatul de la Küçük Kaynarca, Imperiul Otoman a fost forțat să cedeze suveranitatea asupra Hanatului și să-i permită să devină un stat independent sub influență rusă, deși tătarii din Crimeea nu manifestaseră o dorință de independență. În două luni de la semnarea tratatului, guvernul Hanatului a trimis soli la otomani, cerându-le să „distrugă condițiile de independență”. Trimișii au spus că, deoarece trupele ruse au rămas staționate în Crimeea la Yeni Kale și Kerci, Hanatul nu poate fi considerat independent. Cu toate acestea, otomanii au ignorat cererea, nedorind să încalce acordul cu Rusia:57–59:59–62. În dezordinea care a urmat înfrângerii turcilor, liderul tătar Devlet Gerai a refuzat să accepte tratatul. După ce s-a luptat cu rușii în Kuban în timpul războiului, el a traversat strâmtoarea Kerci în Crimeea și a ocupat orașul Caffa (Feodosia). Ulterior, Devlet a urcat pe tronul Crimeei, uzurpându-l de la Sahib Gerai. În ciuda acțiunilor sale împotriva rușilor, împărăteasa rusă Ecaterina cea Mare l-a recunoscut pe Devlet drept Han:59–62.
Totuși, în același timp, împărăteasa își ocrotea preferatul, Șahin Gerai, care locuia la curtea ei:59–62. Pe măsură ce timpul a trecut, domnia lui Devlet a devenit din ce în ce mai greu de suportat pentru ruși. În iulie 1775, Devlet a trimis un grup de soli la Constantinopol pentru a negocia reintrarea Hanatului Crimeii în Imperiul Otoman. Această acțiune a constituit o sfidare directă a Tratatului de la Küçük Kaynarca, pe care le-a cerut otomanilor să-l anuleze. Renumitul diplomat turc Ahmed Resmî Efendi, care a ajutat la redactarea tratatului, a refuzat oferirea de asistență Hanatului, nedorind să înceapă un alt război cu Rusia. Împărăteasa Ecaterina a II-a a dat ordin de invadare a Crimeii în noiembrie 1776. Forțele ei au câștigat rapid controlul asupra satului Perekop, la intrarea în peninsulă. În ianuarie 1777, Șahin Gerai, sprijinit de ruși, a trecut în Crimeea peste strâmtoarea Kerci, la fel cum făcuse Devlet. Devlet, conștient de înfrângerea sa iminentă, a abdicat și a fugit la Constantinopol. Șahin a fost instalat ca un han marionetă, ceea ce a înfuriat populația musulmană din peninsulă. Când a auzit această știre, sultanul otoman Abdul Hamid I a remarcat că „Șahin Gerai este un instrument. Scopul rușilor este de a lua Crimeea:59–62”. Șahin, membru al dinastiei Gerai, a încercat o serie de reforme pentru a „moderniza” Hanatul. Acestea au inclus încercări de a centraliza puterea în mâinile Hanului, stabilind o guvernare autocratică, la fel ca în Rusia. Anterior, puterea fusese distribuită între liderii diferitelor clanuri, numiți Bei. El a încercat să instituie impozite de stat, o armată înrolată și centralizată și să înlocuiască sistemul juridic otoman tradițional bazat pe religie cu dreptul civil</ref>:62–66. Aceste reforme, menite să perturbe vechea ordine otomană, au fost disprețuite de populația din Crimeea:174–175.

### Revoltele din Crimeea (1777–1782)

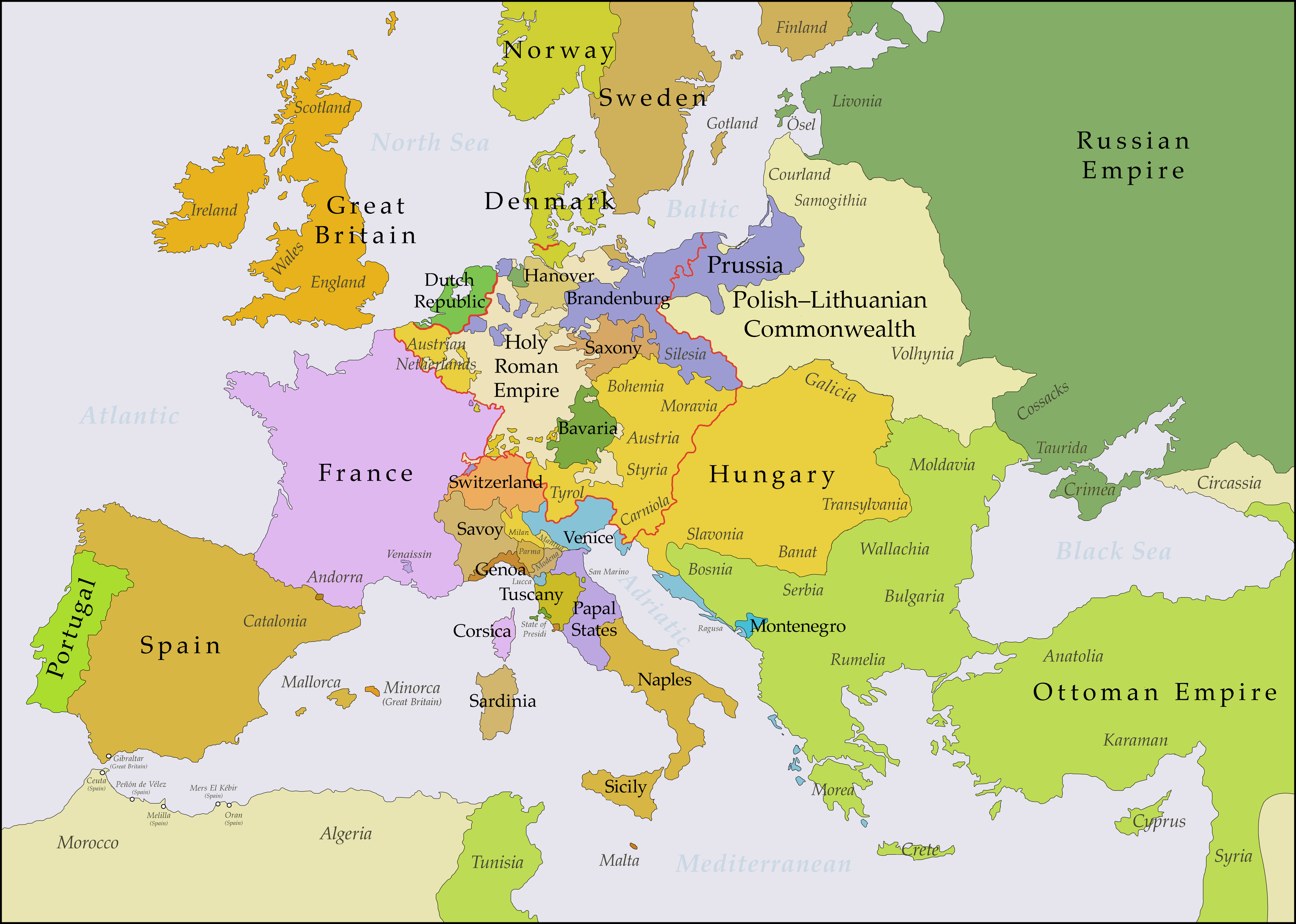
Europa după anexarea Crimeei de către Rusia, țărmul nordic al Mării Negre fiind sub controlul Rusiei

La ordinul împărătesei Ecaterina a II-a, Șahin a permis rușilor să se stabilească în peninsulă, accentuând nemulțumirile localnicilor. Un grup dintre acești coloniști fusese trimis la Yeni Kale, care rămăsese sub controlul Rusiei după instalarea lui Șahin ca Han. Localnicii s-au unit pentru a preveni colonizarea rusă, răzvrătindu-se împotriva lui Șahin. El a trimis noua armată pe care o crease pentru a înăbuși rebeliunea, doar pentru a-și vedea forțele defectând în fața rebelilor. Revolta s-a răspândit în toată peninsula, iar forțele rebele au înaintat spre palatul lui Șahin din Bahcisarai. În mijlocul acestei rebeliuni, crimeenii exilați la Constantinopol au presat guvernul otoman să acționeze:62–66. În urma acestor presiuni, guvernul a trimis o flotă în Crimeea, aparent pentru a urmări respectarea păstra Tratatului de la Küçük Kaynarca. Rusia, însă, a acționat mai repede. Forțele ruse au sosit la Yeni Kale în februarie 1778, zdrobind revolta înainte de sosirea flotei otomane. În martie, când flota otomană a sosit, a constatat că nu mai erau rebeli de sprijinit, iar în urma unui scurt conflict cu marina rusă în largul Akitarului (Sevastopol), a fost forțată să se retragă. Șahin a fost reinstalat ca Han:62–66. Confruntări minore între flotele otomană și rusă au continuat până în octombrie 1778, când flota otomană s-a întors învinsă la Constantinopol:174–175.
În anii următori, Șahin a continuat să încerce să reformeze Hanatul:62–67. Sprijinul popular pentru programul său de reformă a rămas scăzut și a fost serios subminat de decizia împărătesei Ecaterina a II-a de relocare a grecilor pontici din Crimeea pe țărmul de nord al Mării Azov, în afara Hanatului. Acea comunitate, care era creștină, era o parte esențială a clasei de comercianți din Crimeea și sprijinise cu cea mai mare ușurință reformele lui Șahin. Această relocare a cauzat daune semnificative economiei Crimeei și a slăbit și mai mult poziția Hanului:62–67. Recunoscând înfrângerea din Crimeea, Imperiul Otoman a semnat Tratatul de la Aynalıkavak la începutul anului 1779, prin care otomanii l-au recunoscut pe Șahin ca han al Crimeei, au promis că nu mai intervin în Crimeea și au recunoscut că Crimeea era sub influența rusă. Crimeii nu se mai puteau aștepta la sprijin de la otomani. Reformele lui Șahin au continuat, acesta îndepărtându-i treptat pe tătari din pozițiile de influență politică. Pentru o scurtă perioadă, situația din Crimeea a rămas pașnică:62–67.
O nouă rebeliune, declanșată de marginalizarea continuă a tătarilor în cadrul guvernului Hanatului, a început în 1781:67–69. Mai mulți lideri de clan și forțele lor s-au reunit în peninsula Taman, peste strâmtoarea Kerci din Crimeea. În aprilie 1782, o mare parte a armatei lui Șahin a dezertat, alăturându-se rebelilor în Taman. Comunicarea între liderii rebeli, inclusiv doi dintre frații lui Șahin, și elita administrativă din Crimeea era în curs de desfășurare. Oficialii religioși (‘ulama) și judecătorești (kadı), părți importante ale vechii orânduiri otomane, și-au declarat în mod deschis antipatia față de Șahin. Forțele rebele au atacat Kaffa pe 3/14 mai 1782. Forțele lui Șahin au fost rapid învinse, iar el a fost forțat să fugă în Kerci, oraș controlat de ruși. Liderii rebeli l-au ales pe fratele lui Șahin, Bahadır II Gerai, drept Han, și au trimis un mesaj guvernului otoman pentru a solicita recunoaștere:67–69. Nu a trecut însă mult până când împărăteasa Ecaterina l-a trimis pe prințul Grigori Potemkin pentru a-l readuce pe Șahin la putere. La sosirea acestuia, nu s-a înregistrat o opoziție semnificativă împotriva rușilor invadatori, mulți rebeli fugind înapoi peste strâmtoarea Kerci. Ca atare, fostul han a fost restabilit în octombrie 1782. Totuși, acesta își pierduse încrederea atât din partea Crimeei, cât și a împărătesei. Într-o scrisoare către un consilier rus al lui Șahin, Ecaterina a II-a a scris: „El trebuie să oprească acest tratament șocant și crud și să nu le dea [crimeenilor] un motiv just pentru o nouă revoltă:67–69”. Pe măsură ce trupele ruse au pătruns în peninsulă, au început lucrările la înființarea unui port la Marea Neagră pentru utilizare de către Imperiu. Orașul Akitar (Sevastopol) a fost ales ca locație a portului, care va găzdui și nou creata Flotă a Mării Negre:132–135. Incertitudinea cu privire la sustenabilitatea restaurării lui Șahin Gerai a condus însă la o creștere a sprijinului pentru anexarea Crimeei, printre susținători aflându-se și prințul Potemkin.

## Anexarea Crimeii
În martie 1783, abia întors din Crimeea, prințul Potemkin a încurajat-o pe împărăteasa Ecaterina să anexeze Crimeea, spunându-i că mulți dintre crimeeni se vor supune „cu bucurie” stăpânirii ruse. Încurajată de această veste, Ecaterina a II-a a emis o proclamație oficială de anexare la 8/19 aprilie 1783:132–135. Tătarii nu s-au opus anexării. După ani de frământări, crimeenilor le lipseau resursele și voința de a continua lupta. Mulți au fugit din peninsulă, emigrând în Anatolia:2–7. Contele Alexandr Bezborodko, pe atunci consilier apropiat al împărătesei, scria în jurnalul său că Rusia a fost forțată să anexeze Crimeea:
„Sublima Poartă nu a păstrat buna-credință încă de la început. Scopul ei principal a fost să priveze Crimeea de independență. L-a alungat pe hanul legitim și l-a înlocuit cu uzurpatorul Devlet Gerai. A refuzat constant să evacueze peninsula Taman. A făcut numeroase încercări perfide de a stârni rebeliunea în Crimeea împotriva legitimului han Șahin Gerai. Toate aceste eforturi nu ne-au determinat să declarăm război... Poarta nu a încetat să alimenteze fiecare picătură de revoltă printre tătari... Singura noastră dorință a fost să aducem pacea în Crimeea... și am fost forțați în cele din urmă de turci să anexăm zona:530–532”
Acest punct de vedere era departe de realitate. „Independența” Crimeei consta de fapt în instaurarea unui regim marionetă, iar otomanii jucaseră un rol minor în revoltele din peninsulă:67–69. Crimeea a fost încorporată în Imperiul Rus sub denumirea de „oblastul Taurida” (în rusă Таврическая область, transliterat: Tavriceskaia oblast). În același an, Imperiul Otoman a semnat un acord cu Rusia prin care a recunoscut pierderea Crimeei și a celorlalte teritorii care fuseseră deținute de Hanat. Acordul, semnat la 28 decembrie 1783, a fost negociat de diplomatul rus Iacov Bulgakov, trimisul Rusiei la Constantinopol:288, fiind cunoscut oficial sub denumirea „Tratatul de la Constantinopol (1784)”.

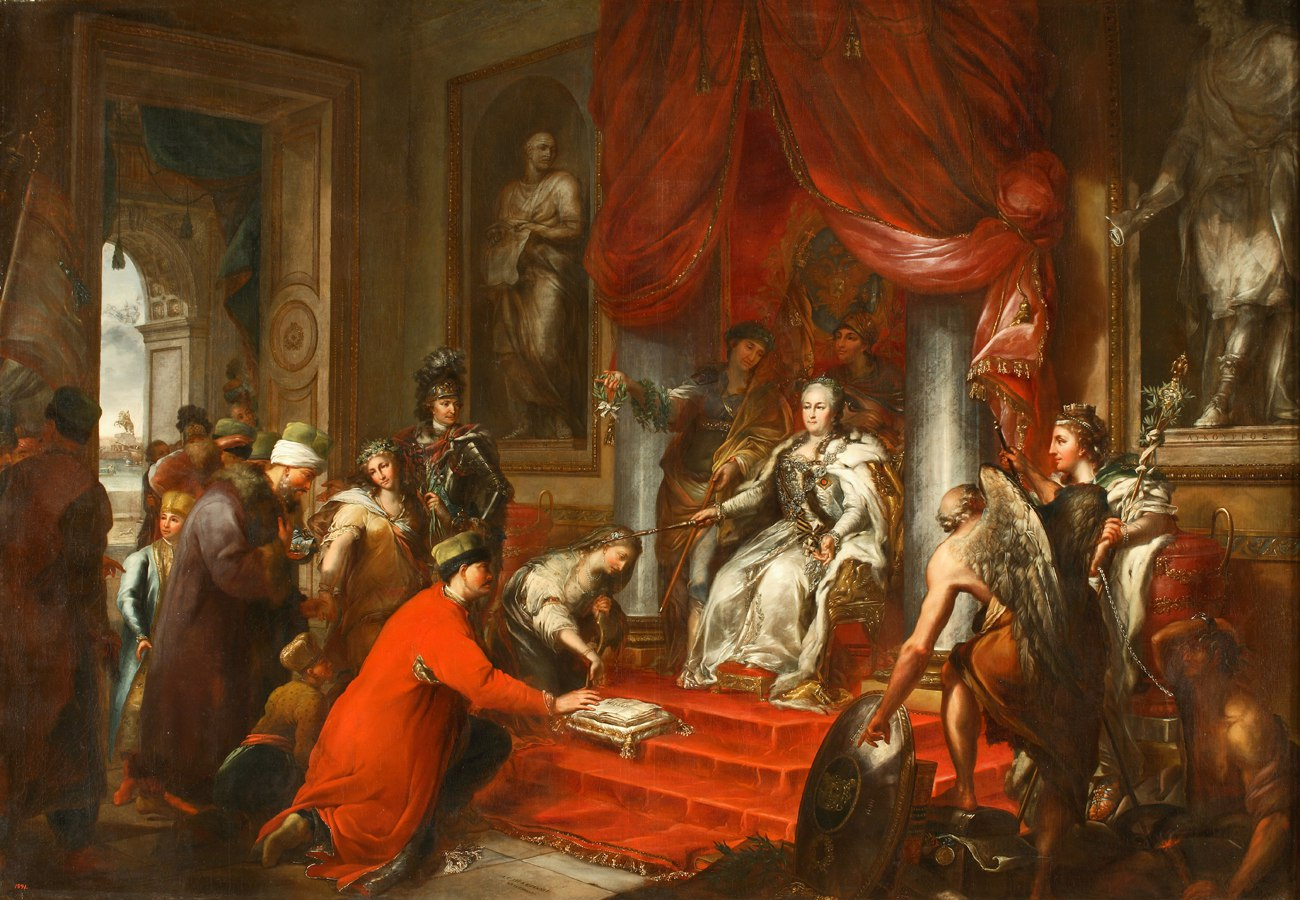
Ecaterina a II-a legiferează Taurida
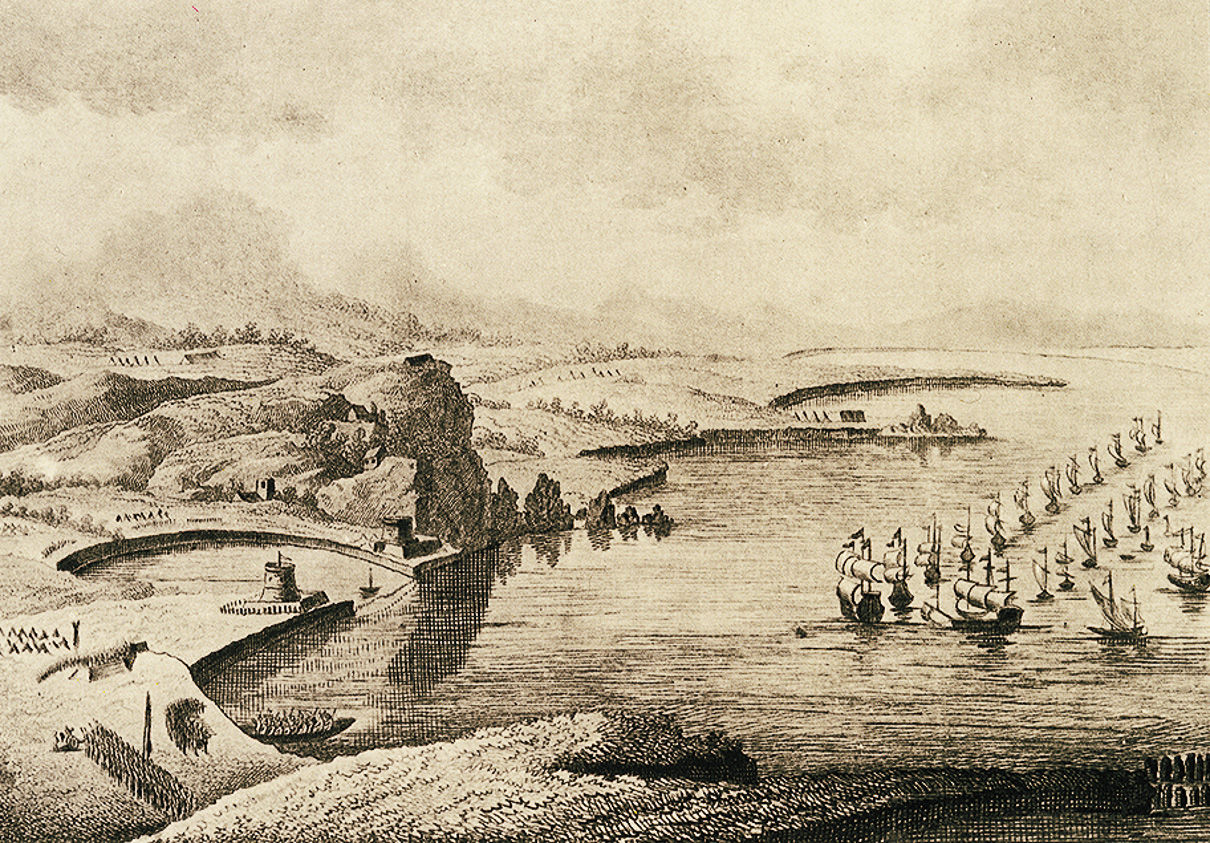
Flota turcească pe coasta Crimeei, 1778
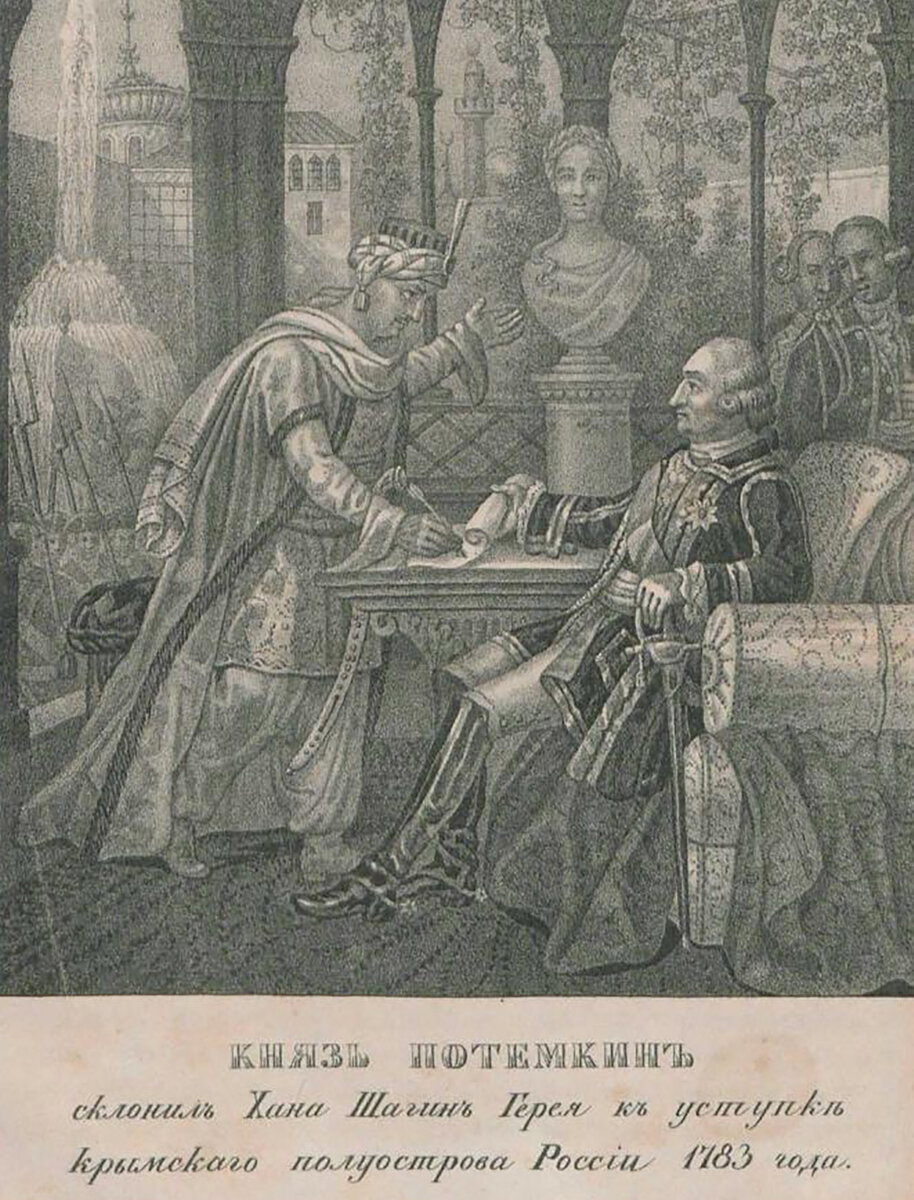
Prințul Potemkin acceptă abdicarea ultimului han din Crimeea
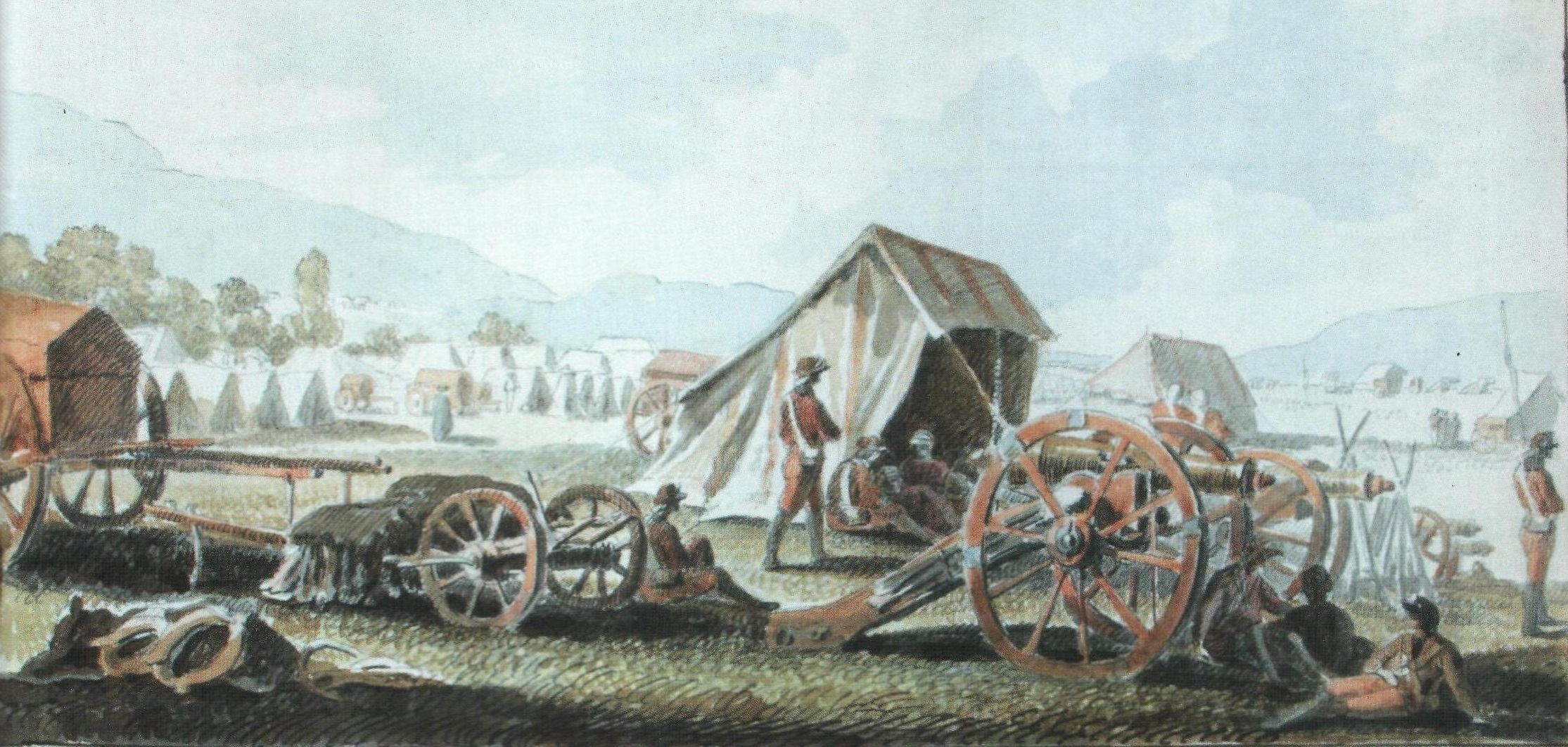
Tabăra militară rusă de lângă Karasubazar, 1783
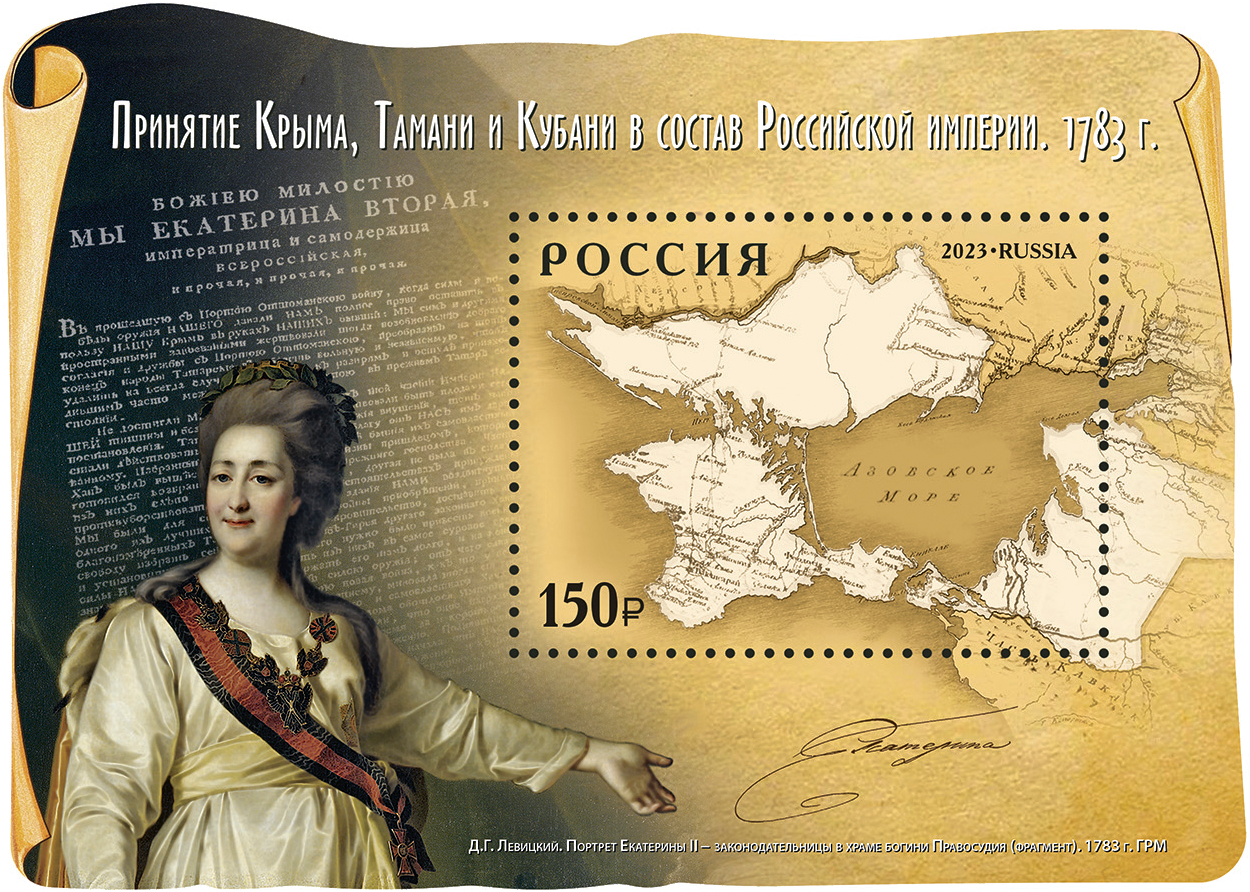
Timbru dedicat anexării Crimeii, 2023